# برنادت دولین مک‌آلیسکی
جوزفین برنادت مک‌آلیسکی (Josephine Bernadette McAliskey) (نام هنگام تولد، دولین؛ متولد ۲۳ آوریل ۱۹۴۷)، که معمولاً با نام‌های برنادت دولین یا برنادت مک‌الیسکی نیز شناخته می‌شود، یک رهبر حقوق مدنی و سیاست‌مدار پیشین اهل ایرلند است. وی از ۱۹۶۹ تا ۱۹۷۴ میلادی به عنوان نماینده مجلس عوام از حوزه انتخابیه مید اولستر در ایرلند شمالی خدمت نمود.

## آغاز فعالیت سیاسی
دولین در یک خانواده کاتولیک در شهرک کوکزتاون در شهرستان تایرون چشم به جهان گشود و سومین فرزند از شش فرزند خانواده بود، پدرش جان جیمز و مادرش الیزابت برنادت دولین بودند. پدر وی را با بیان ایده‌آل‌های جمهوری‌خواه ایرلندی بزرگ نموده و زمانی که برنادت تنها نُه سال داشت، وفات کرد. پس از فوت او، خانواده مجبور بود برای بقا به برنامه‌های رفاهی متکی شود، تجربهٔ که عمیقاً برنادت را متأثر کرد. مادر برنادت زمانی که وی نزده ساله بود درگذشت و او مجبور بود هم برادران و خواهران خود را بزرگ کند و هم به دانشگاه برود.
وی عضو آکادمی دخترانه سنت پاتریک در دانگنون شد. زمانی که در ۱۹۶۸ میلادی در دانشگاه کوئینز بلفاست درس می‌خواند، وی در سازمان حقوق مدنی به‌نام دموکراسی مردم (People's Democracy) که دانشجویان ان را رهبری می‌نمود، یک سِمت برجسته را برعهده گرفت. متعاقب آن، دولین از دانشگاه اخراج شد.
او در انتخابات سراسری ۱۹۶۹ ایرلند شمالی در مقابل جیمز کیکستر-کلارک خود را نامزد کرد، اما نتوانست موفق شود. پس از این‌که جورج فوریست نمایندهٔ مید اولستر درگذشت، وی در انتخابات میان دورهٔ از تکت انتخاباتی «اتحاد» خود را نام‌زد نمود، او توانست نام‌زد حزب اتحادگرای اولستر که بیوه فوریست به‌نام آنا بود را شکست دهد و به مجلس نمایندگان بریتانیا راه یابد. او که ۲۱ سال سن داشت، جوان‌ترین نماینده مجلس نمایندگان بریتانیا در آن زمان محسوب می‌گردید و تا قبل از این‌که در انتخابات سراسری می ۲۰۱۵، مهایری بلاک ۲۰ ساله این افتخار را به‌دست‌آورد، وی جوان‌ترین زن نماینده در تاریخ مجلس نمایندگان بریتانیا بود.
شعار دولین هنگام انتخابات این بود، «من کرسی ام را می‌گیریم و برای حق شما مبارزه می‌کنم – این شعار، اشاره به طرد تاکتیک‌های سنتی جمهوری‌خواهی ایرلند مبنی بر پرهیز از پذیرفتن کرسی حتی پس از برنده شدن در انتخابات، داشت. در ۲۲ آوریل ۱۹۶۹، یک روز قبل از زاد روزاش در ۲۲ سالگی، وی سوگند وفاداری خود را یاد نموده و یک ساعت بعد نخستین نطق‌اش را ارایه نمود.

## درگیری‌ها

### نبرد باگساید
پس از درگیری در اطراف محل مسکونی در جنگ باگساید در ماه اوت، وی در دسامبر ۱۹۶۹ متهم به تحریک شورش گردیده و محکوم به حبس کوتاه مدت گردید. پس از این‌که وی در انتخابات سراسری ۱۹۷۰ مجدداً به عنوان نمایند مجلس انتخاب گردید، دولین اعلام نمود که وی به عنوان یک سوسیالیست مستقل در مجلس نمایندگان عمل خواهد کرد.

### سفر به ایالات متحده
تقریباً بلافاصله پس از جنگ بلاگساید، دولین در اوت 1969 میلادی به ایالات متحده سفر کرد، سفری که توجه قابل ملاحظه رسانه‌ها را به خود جلب نمود. وی با اعضای حزب پلنگ سیاه در واتس، لس آنجلس ملاقات نموده و حمایت خود را از آن‌ها اعلام نمود. وی همچنین در برنامه تلویزیونی جانی کارسون (The Johnny Carson Show) حضور یافت. وی در برخی سخنرانی‌های خود در ایالات متحده، مشقت‌های آفریقایی-آمریکایی‌ها در ایالات متحده برای به‌دست آوردن حقوق مدنی را با مشقت‌های کاتولیک‌ها در ایرلند شمالی مقایسه نمود که برخی اوقات باعث ناخوشنودی مخاطبان وی می‌گردید. در جریان رخدادی در فیلادلفیا، او یک آواز خوان آفریقایی-آمریکایی را مجبور نمود تا آهنگ «ما باید غالب شویم» را به مخاطبین ایرلندی-آمریکایی بخواند، اما بیشتر مخاطبین حتی نخواستند این آهنگ را بشنوند. در دیترویت، او از رفتن به صحنه خودداری کرد، مگر این‌که آفریقایی-آمریکایی‌های که اجازه رفتن به این رخداد را نداشتند، اجازه داده شوند. در شهر نیویورک، شهردار جان لیندسی محفلی را ترتیب داد تا یک کلید شهر نیویورک را به دولین تقدیم نماید. دولین که از عناصر محافظه‌کار در اجتماع آمریکایی-ایرلندی‌ها خشمگین شده بود، سفر را متوقف نموده و به ایرلند شمالی برگشت، چون وی باور داشت که آزادی نیویورک باید به فقرای آمریکایی داده شود، وی ایمان مک‌کان را فرستاد تا این کلید را به نمایندگی از وی به نماینده شعبه هارلم حزب پلنگ سیاه تقدیم نماید.

### یکشنبه خونین
با این‌که دولین شاهد کشتار یکشنبه خونین در شهر دری در ۱۹۷۲ میلادی بود، اما هم‌واره درخواست وی مبنی بر صحبت در مجلس عوام توسط رئیس مجلس، سلوین لوید رد می‌گردید، علی‌رغم این واقعیت که در جلسه پارلمانی فرمان داده شده بود که هر عضوی از پارلمان که شاهد هرگونه رویدادی مورد بحث بوده‌است، این فرصت به وی داده خواهد شد تا در مورد آن رویداد در مجلس عوام صحبت نماید.
یک روز بعد از یکشنبه خونین، پس از این‌که وزیر کشور محافظه‌کار بریتانیا به‌نام ریجینالد ماودلینگ به‌طور نادرست در مجلس نمایندگان بیان داشت که هنگ چتر برای دفاع از خود در روز یکشنبه خونین شروع به تیراندازی نمودند، دولین وی را با سیلی بر رویش زد.
سیزده سال بعد، نخست‌وزیر پیشین بریتانیا، ادوارد هیت این رویداد را به‌خاطر آورد: «من بسیار به‌خوبی به‌خاطر دارم که یک خانم محترم از کرسی‌های مقابل به سرعت آمد و آقای ماودلینگ را زد. من آن رویداد را بسیار به‌طور روشن به یاد دارم، چون من فکر کردم که او قرار است من را بزند. اما او نتوانست به من برسد و مجبور شد تا سیلی را بر ماودلینگ بزند».
دولین در ۱۹۷۲ میلادی در برنامه تلویزیونی فایرینگ لاین ظاهر شد تا پیرامون این رویداد در ایرلند شمالی بحث نماید.

### حزب سوسیالیست جمهوری‌خواه ایرلند
دولین در همکاری با سیاموس کوستیلو در ۱۹۷۴ میلادی توانست حزب سوسیالیست جمهوری‌خواه ایرلند (IRSP) را تأسیس نماید. این انشعاب یک جدایی انقلابی از حزب رسمی شین فین بود و همچنین بعد از ظهرِ همان صبح که این حزب تأسیس گردیده بود، کوستیلو ارتش ملی آزادی‌بخش ایرلند (INLA) را با انشعابی از ارتش رسمی جمهوری‌خواه ایرلند تشکیل داد. دولین به ارتش آزدی‌بخش ملی ایرلند ملحق نشد و هنگامی که وی در کمیته اجرایی ملی این حزب در ۱۹۷۵ میلادی خدمت می‌کرد، پس از این‌که پیشنهادی مبنی بر این‌که INLA بخشی از کمیته اجرایی این حزب شود، رد گردید. وی از سمت خود استعفا داد. او در ۱۹۷۷ میلادی به حزب مستقل سوسیالیست پیوست، اما این حزب یک سال بعد ممنوع اعلام گردید.

### حمایت از زندانیان
دولین با حمایت از اعتراض‌های جل‌پوشی و اعتراض‌های کثیف در زندان لانگ کیش، به عنوان یک نام‌زد مستقل از حوزه انتخابیه ایرلند شمالی در انتخابات سراسری ۱۹۷۹ پارلمان اروپا شرکت نمود و برندهٔ ۵٫۹ درصد آرا شد. وی یکی از سخن‌گویان پیشتاز در پیکار بلاک اچ را نابود کنید بود و از اعتصاب‌های غذا در سال‌های ۱۹۸۰ و ۱۹۸۱ حمایت نمود.

### جراحت در تیر باران وفاداران
در ۱۶ ژانویه ۱۹۸۱ میلادی، دولین و شوهر وی پس از این‌که اعضای جنگ‌جویان آزادی اولستر که نام مستعار برای انجمن دفاعی اولستر (UDA) بود، به خانه وی در نزدیکی کالیسلند در شهرستان تایرون حمله نمودند، مجروح گردیدند. افراد مسلح نُه گلوله به دولین در مقابل چشمان فرزندان وی، شلیک نمودند.
سربازان بریتانیایی در آن زمان از خانه مک‌الیسکی محافظت می‌نمودند، اما آن‌ها نتوانستند از این تلاشِ ترور جلوگیری نمایند. ادعا می‌شود که فرمان ترور دولین از طرف مقامات بریتانیایی داده شده بود و این مقامات در این رویداد دست داشتند. یک گزمه گردان سوم، تیپ چتر وارد خانه وی شدند و برای نیم ساعت منتظر ماندند. دولین ادعا نموده‌است که آن‌ها منتظر بودند تا این زوج بمیرد. گروهی از سربازان دیگر به محل رویداد رسیدند و وی را با چرخ بال به یک بیمارستان نزدیک انتقال دادند.
شبه نظامیان خطوط تلفن را تخریب نموده بودند و زمانی که سربازان تازه رسیده به زوج مجروح شده کمک‌های اولیه را فراهم می‌کردند، یک سرباز به خانه همسایه رفته و یک ماشین را مصادره نمود تا به خانه یکی از اعضای شورا رفته و از طریق تلفن درخواست کمک نماید. این زوج توسط چرخبال به بیمارستانی در نزدیکی دانگنون برای دریافت مراقبت‌های عاجل منتقل گردیده و پس از آن به بیمارستان ماسگریو پارک، شعبه نظامی، در بلفاست انتقال داده شد تا تحت مراقبت‌های ویژه پزشکی قرار گیرند.
مهاجمین – ریل سمالوودز، تام گراهام (۳۸) که هر دو از شهر لیسبورن بودند و اندرو واتسون (۲۵) از سیمور هیل، دونموری – توسط گزمه ارتش دستگیر گردیده و به زندان افکنده شدند. هر سه مهاجم عضو انجمن دفاعی اولستر از حوزه جنوبی بلفاست بودند. سمالوودز راننده ماشین وی در حال فرار بود.

## انتخابات دایل ایرین
وی دو بار در فوریه و نوامبر ۱۹۸۲ میلادی برای انتخاب شدن از حوزه انتخابیه دوبلین شمالی-مرکزی در مجلس نمایندگان ایرلند (دایل ایرین) خود را نام‌زد نمود، اما موفق نشد.

## ممنوعیت ورود به ایالات متحده
در ۲۰۰۳ میلادی، وی از ورود به ایالات متحده ممنوع گردیده و با استناد بر این‌که وزارت خارجه ایالات متحده اظهار داشت که وی «تهدید جدی به امنیت ایالات متحده» وارد می‌کند، از آن کشور اخراج گردید – ظاهراً این کار به محکومیت وی برای برانگیختن شورش ۱۹۶۹ مرتبط بود. هرچند وی اعتراض نمود که او هیچ‌گونه ارتباطی با تروریست‌ها ندارد و این‌که در گذشته چندین بار به او اجازه داده شده بود تا به ایالات متحده سفر نماید.

## برنامه توانمند سازی تایرون جنوبی
مک‌الیسکی رئیس اجرایی برنامه توان‌مندسازی تایرون جنوبی (STEP) بوده او در تأسیس این برنامه در ۱۹۹۷ میلادی دخیل بود. برنامه توان‌مندسازی تایرونی جنوبی انواع گوناگونی خدمات و دادخواهی‌ها را در زمینه‌های پیشرفت اجتماع، آموزش، حمایت و مشاوره به مهاجرین، امور مرتبط با سیاست و بنگاه‌های اجتماعی ارایه می‌نماید.

## خاک‌سپاری دومینیک مک‌گلینچی
در ۱۹۹۴ میلادی، مک‌الیسکی در مراسم خاک‌سپاری ریس ستاد پیشین ارتش ملی آزادی‌بخش ایرلند، دومینیک مک‌گلینچی شرکت نمود. ارتش ملی آزادی‌بخش ایرلند، بخش مسلح حزب سوسیالیست جمهوری‌خواه ایرلند بود که مک‌الیسکی در پایه‌گذاری آن همکاری نموده بود. در جریان مراسم خاک‌سپاری، وی پوشش‌های رسانه‌ای پسین که مک‌گلینچی را متهم به قاچاق مواد مخدر و تبهکاری می‌نمودند متهم نموده و در مورد خبرنگارانی که مسئول این پوشش‌های خبری بود، گفت که آن‌ها «سگ‌های بد اصل هستند. دعا می‌کنم که تمامی آن‌ها در جهنم بپوسند. آن‌ها شخصیت مک‌گلینچی را از وی ربودند و آن‌ها برای این کار مورد داوری قرار خواهند گرفت. او در میان تمامی جمهوری‌خواهان، بهترین آن‌ها بود. او هرگز به آرمانی که باور داشت بی‌حرمتی نکرد. نبرد وی با سربازان مسلح و پلیس این دولت بود».

## زندگی شخصی

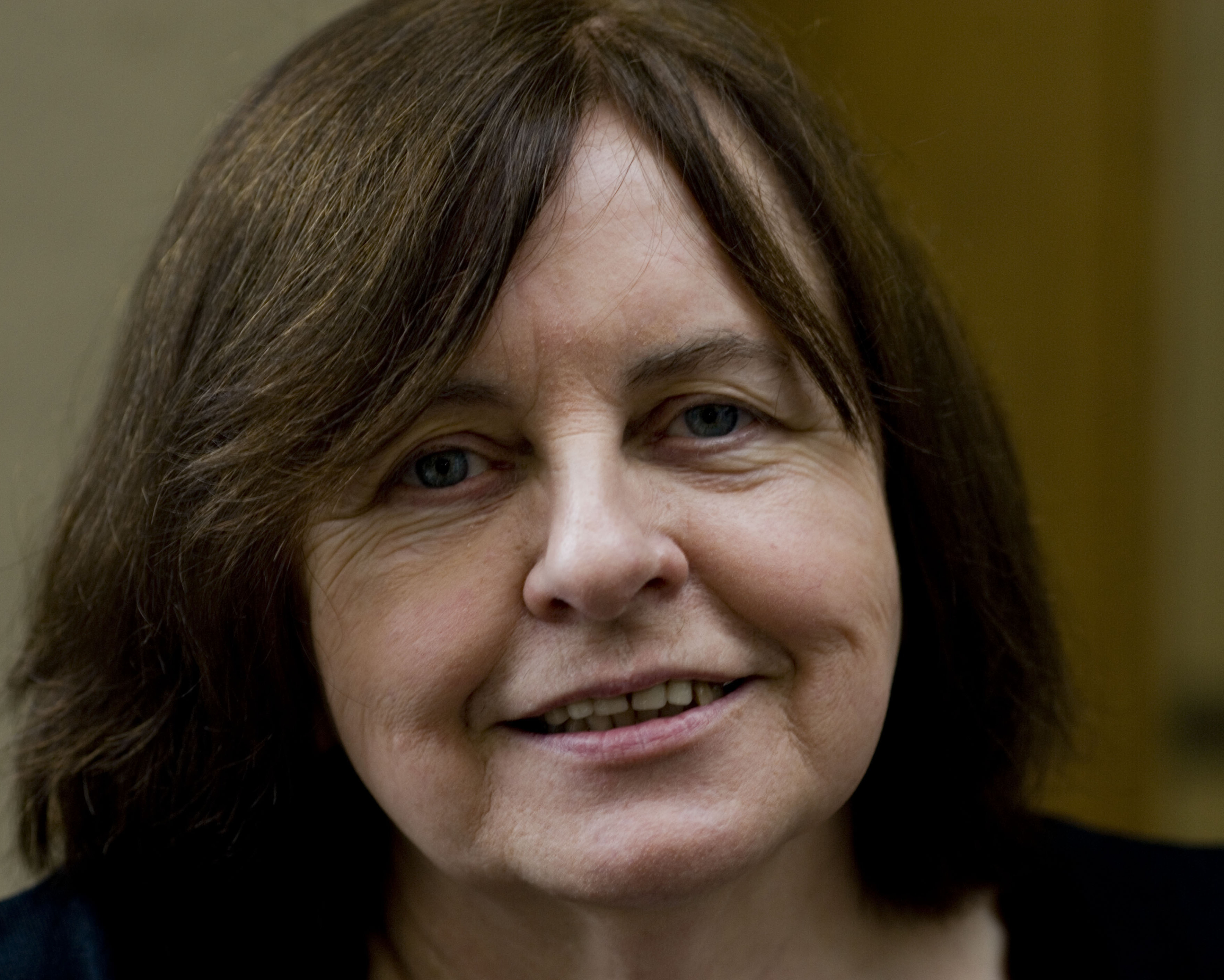
برنادت دولین مک آلیسکی، فعال سیاسی ایرلندی در سال 2011

در ۱۹۷۱ میلادی، زمانی که وی هنوز ازدواج نکرده بود، دختری به‌نام رایشین به‌دنیا آورد که به قیمت از دست دادن یک اندازه حمایت سیاسی برای وی تمام شد. وی در ۲۶ مین سال‌روز تولدش در ۲۳ آوریل ۱۹۷۳ با مایکل مک‌الیسکی ازدواج کرد.
در ۱۲ می ۲۰۰۷، وی سخنران دعوت شده در حزب سیاسی جمهوری‌خواه سوسیالیست به‌نام ایریگی (Éirígí)، در نخستین مراسم یادبود سالانه از جیمز کانلی در آبور هیل، دوبلین بود. وی با کارگران مهاجر برای بهبود وضعیت زندگی آن‌ها در ایرلند شمالی همکاری می‌کند.

## در فرهنگ مردمی
در ۱۹۶۹ میلادی، کارگردان و تولیدکننده جان گلدسکمیدت یک فیلم مستند تحت عنوان برنادت دولین برای شبکه تلویزیونی ای تی وی ساخت، این فیلم مستند در شبکه تلویزیونی بریتانیایی به‌نام آی تی وی و در برنامه ۶۰ دقیقه شبکه تلویزیونی آمریکایی سی بی اس نیز به نمایش گذاشته شد که شامل برخی تصاویر دولین در جریان جنگ باگساید نیز بود. فیلم مستند دیگر تحت عنوان برنادت: یادداشت‌های در مورد یک سفر سیاسی به کارگردانی برنامه‌ساز ایرلندی به‌نام لیلا دولان نیز ساخته شد و در ۲۰۱۱ میلادی منشر گردید. در جشنواره فیلم کن ۲۰۰۸ اعلام گردید که یک فیلم از زندگی‌نامه‌ای از دولین ساخته خواهد شد، اما وی اظهار داشت که «مفهوم کلی این فیلم برای من تنفر آور بود» و این فیلم ساخته نشد.
مک‌الیسکی و تعرض وی به وزیر کشور بریتانیا به‌نام ریجینالد ماودلینگ پس از کشتار یکشنبه خونین، به موضوعی آهنگی در آلبوم موسیقی ۱۹۹۰ به‌نام سیلی! توسط گروه موسیقی پاپ به‌نام چومباوامبا که یک گروه آنارشیست بود، مبدل شد.